# Asesinato de Alice Gross
Alice Gross (Londres, 14 de febrero de 2000 – c. 28 de agosto de 2014) fue una joven inglesa que fue asesinada en el oeste de Londres. Su cuerpo fue encontrado escondido en el lecho del río Brent el 30 de septiembre, cinco semanas después de su desaparición.

## Desaparición
Alice Poppy Madeleine Gross era una niña de 14 años que sufría anorexia, algo que su madre y algunos medios de comunicación sugirieron en los primeros días de su búsqueda como relacionado con su desaparición. Vivía en Hanwell, al oeste de Londres, con su hermana, Nina Gross, y sus padres, Jose Gross y Rosalind Hodgkiss. Desapareció tras salir de su casa el 28 de agosto de 2014. Su búsqueda supuso el mayor despliegue de agentes de la Policía Metropolitana de Londres en una operación de búsqueda desde los atentados del 7 de julio de 2005. En ella participaron 600 agentes de ocho servicios.

## Sospechosos
Dos hombres fueron detenidos en relación con la muerte de Gross; ambos quedaron posteriormente en libertad sin cargos. El principal sospechoso era el constructor letón y asesino convicto Arnis Zalkalns, que desapareció de Ealing, al oeste de Londres, el 3 de septiembre.

## Investigación
El 1 de octubre, la policía inició una investigación por asesinato tras hallar la noche anterior el cadáver de Gross oculto bajo unos troncos en el lecho del río Brent. El 4 de octubre, la policía anunció que había encontrado un cadáver en avanzado estado de descomposición en un denso bosque del parque Boston Manor Park durante la búsqueda de Zalkalns, y que los primeros indicios apuntaban a que podría tratarse del suyo. Dos días después, la policía confirmó que el cadáver era el de Zalkalns. La causa de su muerte fue ahogamiento.

## Implicación de la comunidad
La comunidad local de Hanwell se movilizó durante el tiempo que Gross estuvo desaparecida, y se organizó una campaña de carteles para encontrarla a través de una página de Facebook. Para concienciar a la población de la desaparición de Gross, la comunidad ató lazos amarillos a árboles, barandillas, coches y casas. El Ayuntamiento de Ealing ondeó banderas a media asta tras el descubrimiento del cuerpo de Gross, abrió un libro público de condolencias y replantó parterres cerca de la Torre del Reloj de Hanwell con pensamientos amarillos en memoria de la joven.

## Información policial
En una sesión informativa celebrada el 28 de enero de 2015, la Policía Metropolitana declaró que "todas las pruebas apuntan firmemente a Arnis Zalkalns" y que habría sido acusado si no se hubiera ahorcado.

## Pérdida del expediente de la investigación
El 26 de julio de 2015, se informó de que un documento de 30 páginas relacionado con el caso se había perdido después de que la forense del oeste de Londres Chinyere Inyama lo dejara en un tren. Posteriormente, se le dijo a Inyama que reasignara el caso a otra forense, y se hizo cargo de él la doctora Fiona Wilcox.